# Loxia megaplaga
Loxia megaplaga là một loài chim trong họ Fringillidae.